# 田齐王陵
田齐王陵位于中国山东省淄博市齐国故城的东南11.5公里，即齐陵镇淄河店村东南山丘上。为战国时期齐国田氏威、宣、湣、襄四代国王的陵寝之地。
四座王陵依山而建，东西直列。由西往东依次为威、宣、湣、襄王陵。以威王陵最大。四王陵方基圆坟。东西总长700米，齐威王陵南北245米，东西155米，封土高8米；齐宣王陵南面138米，与齐威王陵间距42米；齐湣王陵南面145米，与齐宣王陵间距63米；齐襄王陵形制和规模与威王陵相同，四座王陵南面成一直线。
四王陵除宣王陵外，各有小墓一座，形制与四王陵相同，高度在15-22米之间，方基在74-118米不等，与王陵南北间距50-90米，与主墓南北对应。